# Deutsche Schiff- und Maschinenbau AG

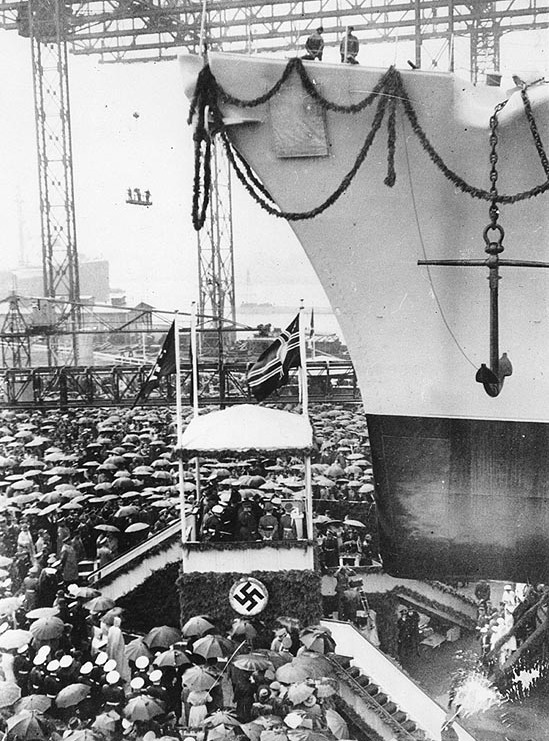
De Duitse kruiser Seydlitz loopt van stapel bij de Deschimag-werf in Bremen, op 19 januari 1939.

Deutsche Schiff- und Maschinenbau AG (vaak afgekort tot DeSchiMAG of eenvoudig Deschimag) was een vooraanstaand Duits scheepsbouwbedrijf met de hoofdzetel in Bremen.
DeSchiMAG werd opgericht in 1926 als fusie van de AG Weser en zeven andere Noord-Duitse scheepswerven, en was het eerste grote concern in de Duitse scheepsbouw. Vanaf het begin was het beleid van het concern, dat werd beheerst door reders en kooplieden uit Bremen, erop gericht de activiteiten te concentreren op de werf van AG Weser in Bremen door opdrachten zo veel mogelijk aan deze werf toe te laten komen. DeSchiMAG breidde zijn activiteiten in 1934 uit naar de vliegtuigbouw door een dochteronderneming op te richten, Weser Flugzeugbau GmbH. Dit bedrijf begon datzelfde jaar met de productie van vliegtuigen op Tempelhof in Berlijn, en werd tijdens de Tweede Wereldoorlog de op drie na grootste vliegtuigbouwer van Duitsland. In 1941 verwierf het grote Duitse constructie- en wapenbedrijf Krupp een meerderheidsbelang in DeSchiMAG.
De Bremer scheepswerven speelden een belangrijke rol bij de bouw van oorlogsschepen tijdens de Tweede Wereldoorlog en leden daardoor flink onder luchtaanvallen. Na de val van nazi-Duitsland werd het bedrijf in 1945 hernoemd in AG Weser, omdat de naam DeSchiMAG te zeer "besmet" was geraakt. Het voortbestaan van de werf van de AG Weser in Bremen was onzeker geworden: deze stond op de lijst om gedemonteerd te worden en als herstelbetaling naar de Sovjet-Unie getransporteerd te worden. Wat niet meegenomen kon worden, zou vernietigd worden. Men slaagde er echter in de werf voor Bremen te behouden en in 1949 was zij voldoende hersteld om te kunnen beginnen met scheepsreparaties.
Tot midden jaren zeventig groeide de werf uit tot de grootste scheepswerf in het gebied van de Wezer en de Eems. Daarna ging het echter bergafwaarts, en in 1983 werd de werf failliet verklaard. De nog wel renderende Seebeckwerft werd afgestoten en de activiteiten van AG Weser werden beëindigd.